# محمد بن إبراهيم الحمد
محمد بن إبراهيم الحَمَد (ولد 1966 م) هو كاتب وفقيه إسلامي سعودي.

## ولادته ونشأته
ولد محمد بن إبراهيم بن أحمد الحمد في محافظة الزُّلفي، عام 1385هـ/ 1966م، وتربى في رعاية والدته، ووالده إبراهيم الحمد أمير الزلفي عام 1361-1367هـ والذي توفي في 30/1/1404هـ.
درس الشيخ الابتدائية في مدرسة القدس، ثم انتقل إلى المدرسة المحمدية وتخرج فيها، ثم درس المتوسطة والثانوية في المعهد العلمي في الزلفي، ثم التحق بكلية اللغة العربية بجامعة الإمام محمد بن سعود الإسلامية وتخرج منها عام 1409/1410هـ ثم التحق بقسم العقيدة بجامعة أم درمان الإسلامية في السودان، وحصل على درجة الماجستير بتقدير ممتاز في كتاب الإيمان بالقضاء والقدر، ثم قدم رسالة الدكتوراه في نفس الجامعة في كتاب القصيدة التائية في القدر لشيخ الإسلام ابن تيمية دراسة وتحقيق وشرح. وحضر العديد من حلقات ابن باز في الرياض و ابن عثيمين في القصيم.

## عمله ونشاطاته
بعد تخرجه من جامعة الإمام عين مدرساً بالمعهد العلمي التابع لجامعة الإمام محمد بن سعود الإسلامية في محافظة الغاط، ثم انتقل إلى المعهد العلمي بمحافظة الزلفي عام 1413هـ، وأصبح وكيلاً للمعهد، ثم رجع إلى التدريس 1418هـ، بعد ذلك طُلب من جامعة الإمام محمد ابن سعود الإسلامية فرع القصيم التي أصبحت فيما بعد جامعة القصيم ليصبح من أعضاء هيئة التدريس بقسم العقيدة بكلية الشريعة وأصول الدين.
ألف في عدد من المواضيع والفنون: في العقائد، والأديان والفرق والمذاهب، والأحكام، والأخلاق والتربية والسلوك، والآداب والسير، والمشكلات الاجتماعية، وقضايا المرأة، وقد طبعت هذه الكتب طبعات كثيرة، ويبلغ عددها 85 مؤلفاً، ومنها:
التوبة وظيفة العمر، جوانب من سيرة الشيخ عبد العزيز بن باز، عقيدة أهل السنة والجماعة، قرأه وقدم له: الشيخ عبد العزيز بن باز، الإيمان بالقضاء والقدر، قرأه وقدم له: الشيخ عبد العزيز ابن باز، الهمة العالية، قرأه وقدم له: الشيخ عبد العزيز بن باز، الطريق إلى الإسلام، وقد ترجم إلى تسع لغات...
وله عدد من الكتب تُدرس في عدد من الكليات، كالإيمان بالقضاء والقدر، والإيمان باليوم الآخر، ورسائل في العقيدة، ورسائل في الأديان والمذاهب والفرق. وأُجريَ العديد من المسابقات على عدد من كتبه. وطُبعت كتبُه ومطوياته طبعات كثيرة سواء كانت خيرية أو عبر دور النشر. وأقام عدداً من الدروس والدورات العلمية والاجتماعية سواء المباشرة، أو التي تبث عن طريق إذاعة القرآن الكريم بالمملكة. وله مشاركات عديدة في الصحف والمجلات. 
وله دور بارز في إصلاح ذات البين وحل المشاكل الاجتماعية.

## مؤلفاته
- لا إله إلا الله: معناها - أركانها - فضائلها - شروطها.
- عقوق الوالدين: أسبابه - مظاهره - سبل العلاج.
- قطيعة الرحم: أسبابه - مظاهره - سبل العلاج.
- العشق: حقيقته - خطره - أسبابه - علاجه.
- الكذب: مظاهره - علاجه.
- التوبة وظيفة العمر.
- مختصر عقيدة أهل السنة والجماعة.
- الإيمان بالله.
- توحيد الربوبية.
- توحيد الألوهية.
- توحيد الأسماء والصفات.
- الإيمان بالكتب.
- الدعاء: مفهومه - أحكامه - أخطاءٌ تقع فيه.
- الطريق إلى الإسلام.
- كلمات في المحبة والخوف والرجاء.
- الطِيَرَة.
- التقصير في حقوق الجار.
- لماذا تدخن؟
- إلى بائع الدخان.
- الجريمة الخلقية، عمل قوم لوط.
- الطريق إلى التوبة.
- رسالةٌ إلى طالبٍ نجيبٍ.
- الهجرة دروس وفوائد.
- توبة الأمة.
- الارتقاء بالكتابة.
- الصداقة بين العلماء -نماذج تطبيقية معاصرة-.
- التقصير في تربية الأولاد.
- الأسباب المفيدة في اكتساب الأخلاق الحميدة.
- الإنترنت: امتحان الإيمان والأخلاق والعقول.
- الجوال: آداب وتنبيهات.
- أخطاء في أدب المحادثة والمجالسة.
- معالم في التعامل مع الفتن.
- لطائف في السفر.
- ارتسامات.
- خواطر.
- ومضات.
- مرؤات معاصرة.
- نوازل الضيافة.[3][4]